# Социал-демократическая партия «Гнчак»
Социал-демократическая партия «Гнчак» (арм. Սոցիալ դեմոկրատ Հնչակյան կուսակցություն — букв. «Социал-демократическая гнчаковская партия») — одна из старейших армянских политических партий. Основана в 1887 году студентами Женевского университета А. Назарбекяном и М. Назарбекяном, Р. Ханазатом, Г. Кафяном и др., издававшими армянскую революционную газету «Гнчак», изначально под названием «Революционная партия Гнчак». Название «Гнчак» (Հնչակ) переводится с армянского языка как колокол и взято в честь выпускавшейся Герценом газеты «Колокол». Стала первой социалистической партией, действовавшей на территории Османской империи и Персии.
В опубликованной в 1888 г. программе ближайшей целью партии признавалось освобождение Западной Армении путём общенационального восстания, за чем должно было последовать установление социалистического строя. Гнчакисты были ярыми пропагандистами марксизма, с позволения Ф. Энгельса впервые в Армении опубликовали перевод основной части «Коммунистического манифеста». Из знаменитых совместных акций гнчакистов и РСДРП(б) — забастовка в Баку в 1904 г.
Партия активно участвовала в освободительной борьбе армянского народа против Османской империи, организовала митинги в Гум-Габу (1890) и Бабы-Али (1895), восстания Сасуна, Зейтуна и т. д. Членами партии были видные гайдуки Мецн Мурад, Жирайр, Грайр, Христофор Оганян, Мурад Себастаци (впоследствии примкнул к дашнакам) и др.
20 лидеров партии были повешены в Стамбуле на начальном этапе Геноцида армян (1915).
Партия сыграла важную роль в защите Первой Республики Армения, её члены участвовали в Сардарапатской битве.
После победы Советской власти в Армении Гнчакисты объявили о самоликвидации в пределах СССР. Однако в ряде стран партия продолжала свою деятельность, в частности, участвовала в самообороне армянской общины Ливана в 1970— 80-х гг..
С начала 1990-х Гнчакисты участвовали в обороне Карабаха, был создан отряд «Мецн Мурад».
На 2025 год[когда?] партия имеет отделения в США, Ливане, Сирии, Кувейте, Армении, Египте, Аргентине, Уругвае, Канаде, Австралии, Британии, во Франции, на Кипре и т. д. Издаются газеты: «Арарад» (Ливан), «Нор Серунд» (Армения), «Джаакир» (Египет), «Масис» (США), «Занг» (Австралия) и др., выпускается армянский телечас (Канада) и радиопрограмма (Австралия). Партия выступает за справедливое решение армянского вопроса и возвращение всех армян на историческую родину.
В Армении партия входит в оппозиционную парламентскую фракцию «Справедливость», член партии Егик Джереджян — депутат ливанского парламента.
В состав партии входят организация AEBU, поддерживающая армянские школы, оздоровительные и социальные учреждения, молодёжные союзы «Дхруни» и «Гайдз», спортивный клуб Homenmen.